# Brandywell

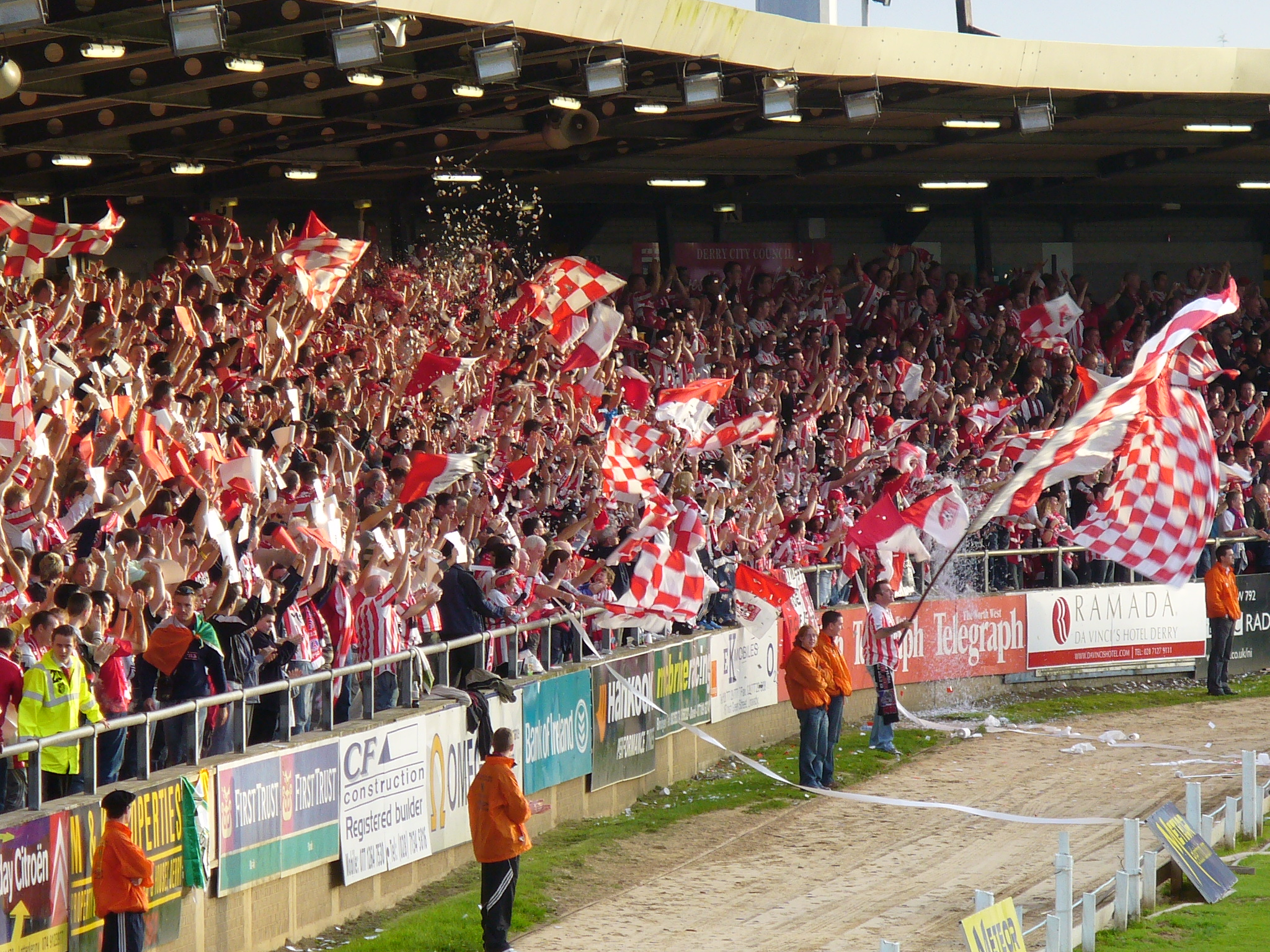
Brandywell Stadium

Brandywell är ett stort bostadsområde i Derry i Nordirland. En majoritet av de boende i bostadsområdet är katoliker, och det var en del av Free Derry 1969–1972. Brandywell Stadium ligger där vilket är Derry City FC:s hemmaarena. På grund av konflikten i Nordirland så spelar laget i irländska ligan.